# Perania armata
Perania armata là một loài nhện trong họ Tetrablemmidae.
Loài này thuộc chi Perania. Perania armata được Tord Tamerlan Teodor Thorell miêu tả năm 1890.